# BR-104
Pour les articles homonymes, voir Route 104.

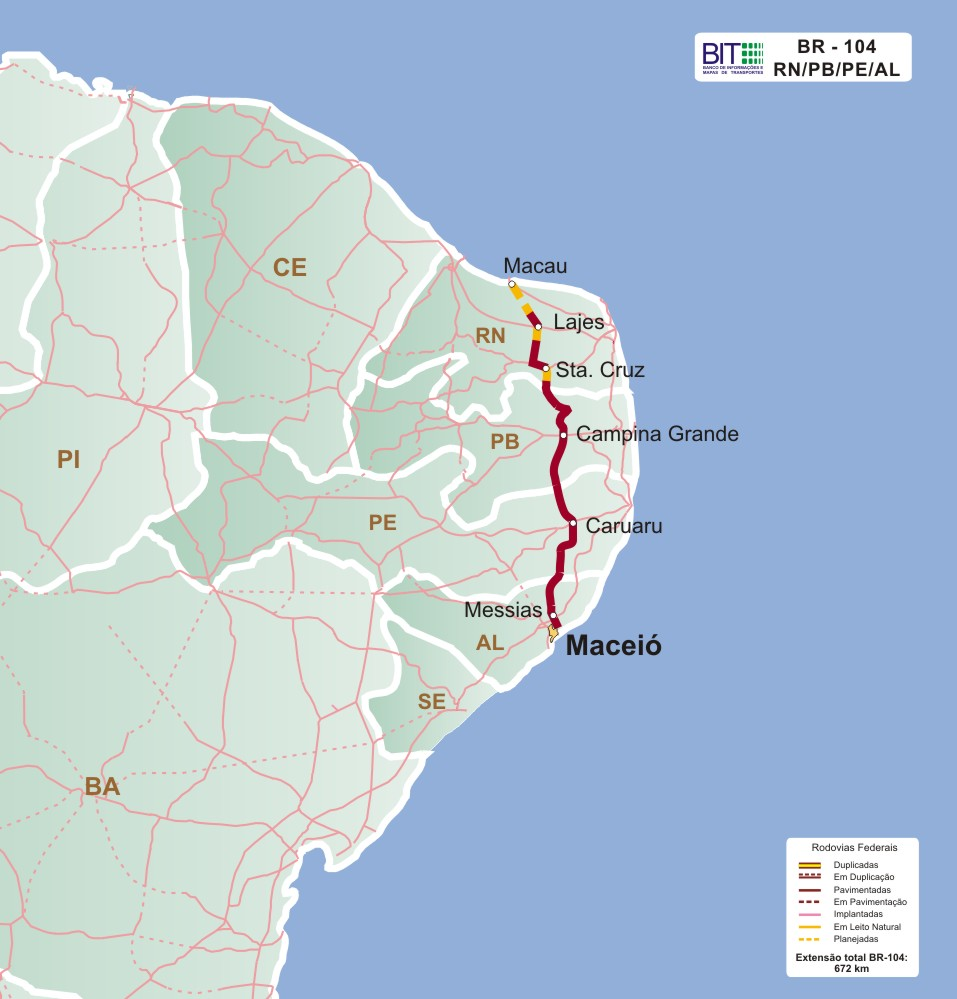
Tracé de la BR-104

La BR-104 est une route fédérale du Brésil. Son point de départ se situe à Macau, dans l'État du Rio Grande do Norte, et elle s'achève à Maceió, dans l'État de l'Alagoas. Elle traverse les États du Rio Grande do Norte, de la Paraíba, du Pernambouc et de l'Alagoas. 
Elle comporte des tronçons encore non construits dans le Rio Grande do Norte. 
Elle dessert, entre autres villes :
- Pedro Avelino (Rio Grande do Norte)
- Lajes (Rio Grande do Norte)
- Cerro Corá (Rio Grande do Norte)
- Santa Cruz (Rio Grande do Norte)
- Campina Grande (Paraíba)
- Caruaru (Pernambouc)
- Murici (Alagoas)

Elle est longue de 672,3 km (y compris les tronçons non construits).